# Goldener Rathausmann (Festival)
Der Goldene Rathausmann war ein Festival zur Förderung von Nachwuchskünstlern der Unterhaltungsmusik der DDR.

## Geschichte
Dieses Musikfestival wurde ab 1978 parallel zum Internationalen Schlagerfestival in Dresden durchgeführt. Bei diesem Festival wurden neben den Preisen im Hauptwettbewerb auch ein Pressepreis und ein Publikumspreis an die besten Künstler, Texter, Komponisten usw. vergeben. Veranstaltungsort war der Kulturpalast in Dresden.
1989 fand das Festival ohne das Internationale Schlagerfestival statt. 1990 wurde erstmals eine gesamtdeutsche Veranstaltung durchgeführt. Am 24. April 2009 wurde im Rahmen des 7. Internationalen Varieté- und Zirkusfestivals erstmals der „Goldene Rathausmann“ als Auszeichnung an Nachwuchsartisten verliehen. Die drei Sieger erhielten neben der Urkunde ein Preisgeld von 2000 Euro, 1500 Euro und 1000 Euro. Zudem wurden Sonderpreise vergeben.

## Name
Das Festival ist nach der Statue Goldener Rathausmann auf dem Neuen Rathaus in Dresden benannt.

## Bewertung
Die Jury setzte sich zusammen aus Fachjournalisten, Musikern und Produzenten. Bewertet wurde neben dem Auftritt auch das Verhalten auf der Bühne, die Stimme und der Vortrag (Interpretation) des Stückes. Auch die Persönlichkeit, Ausstrahlung und Charisma flossen in das Ergebnis mit ein.

## Preisträger
- Conny Strauch (1978)
- Ina-Maria Federowski (1979)[3]
- Jacqueline Jacob (1980)
- Maja Catrin Fritsche (1980)
- G.E.S. (1980, zweiter Platz)
- Anett Navall (1980)
- Martina Mai – Gruppe Generator (1981)
- H&N (1981)
- Eva Kyselka (1981)
- Petra Zieger (1981)
- Anke Schenker (1983)
- Marion Sprawe (1983)
- Anett Kölpin (1984)
- Petra Schwerdt (1984)
- Olaf Berger (1985)
- Kerstin Radtke – Gruppe Prinzz (1985)
- Evelyn Fischer (1985, 1987)
- Markus Siewert – Gruppe Speed (1985)
- Catrin Glücksmann – Gruppe Life Bit (1986)
- Thomas Zimmer – Kapelle anGENEHM (1986)
- Arnulf Wenning (1986)
- Michael Drevenstedt – Gruppe Graaf (1987)
- Heike Wehnelt (1987)
- Wiebke Wiedeck (1987)
- Yogi (1987)
- Uwe Hiob – Gruppe Die Blauen Engel (1987; 3. Platz)[4]
- Katrin Lipske (1988)
- Claus Henneberger – Gruppe Rosa
- Britta Radig (1989)
- Frank Hildesheim – Erfurt (1989)
- Mark Lorenz (1990)[5]
- Steffen
- Michaela Burkhardt (Micky Burgk) – Gruppe Plattform